# 長阿含経
『長阿含経』（じょうあごんきょう、梵: Dīrgha-āgama）とは、仏教の漢訳『阿含経』の1つ。法蔵部所伝。パーリ語経典の「長部」（ディーガ・ニカーヤ）に相当する。大正新脩大蔵経No1。

## 構成
冒頭の「序」に加え、以下の30の経典から構成される。
1. 『大本経』
2. 『遊行経』
3. 『典尊経』
4. 『闍尼沙経』
5. 『小縁経』
6. 『転輪聖王修行経』
7. 『弊宿経』
8. 『散陀那経』
9. 『衆集経』
10. 『十上経』
11. 『増一経』
12. 『三聚経』
13. 『大縁方便経』
14. 『釈提桓因問経』
15. 『阿㝹夷経』
16. 『善生経』
17. 『清浄経』
18. 『自歓喜経』
19. 『大会経』
20. 『阿摩昼経』
21. 『梵動経』
22. 『種徳経』
23. 『究羅檀頭経』
24. 『堅固経』
25. 『倮形梵志経』
26. 『三明経』
27. 『沙門果経』
28. 『布吒婆楼経』
29. 『露遮経』
30. 『世記経』

## 改訳
漢訳『長阿含経』は法蔵部に属するが、徐々に説一切有部系の写本によって改訳されていったことが、大蔵経の北宋の開宝蔵系と契丹版系（Aグループ）と南宋版系（Bグループ）との比較によって知られている。開宝蔵系と契丹版系が改変前の原形を留めていると考えられている。

## 日本語訳
- 『国訳一切経』 （印度撰述部 阿含部 第7巻） 大東出版社
- 『新国訳大蔵経』 （印度撰述部 阿含部1-3 長阿含経） 大蔵出版
- 『現代語訳「阿含経典」』 第1-6巻 平河出版社